# Jesse Isa Khan de Kakhètia
Jesse de Kakhètia (mort l'any 1615) fou un anti-rei musulmà de Kakhètia sota el nom d'Isa Khan del 1614 al 1615.

## Biografia
Jessé era el fill del príncep Jordi, executat el 12 de 12 amb el seu pare el rei Alexandre II de Kakhètia per Constantí I de Kakhètia (que era el seu germà petit).
Jesse es va convertir a l'islam sota el nom d'«Isa Khan», i fou nomenat pel seu sogre el xa safàvida Abbas I el Gran com a rei de Kakhètia el 1614 en detriment del seu cosí germà, Teimuraz I de Kakhètia, el fils de David I de Kakhètia, al que va deposar.
Encara que el rei musulmà disposava d'un exèrcit de 15 000 perses, fou vençut i mort el 1615 per Teimuraz I, que va recuperar el tron.

## Matrimoni i descendència
Jessé Isa Khan es va casar l'any 1583 amb la princesa persa Zubaida Khatun, una filla del xa Abbas I, de la qual va tenir una filla, Janbanu Begum que es va casar el 1626 amb Simó II de Kartli.